# Њевидзани (Прјевидза)
Њевидзани (слч. Nevidzany) насељено је мјесто са административним статусом сеоске општине (слч. obec) у округу Прјевидза, у Тренчинском крају, Словачка Република.

## Становништво
| Година:    | 1994. | 2004.   | 2014.   | 2024.   |
| ---------- | ----- | ------- | ------- | ------- |
| Број људи: | 301   | 297     | 305     | 298     |
| Разлика:   |       | -1,32 % | +2,69 % | -2,29 % |

| Година:    | 2023. | 2024.   |
| ---------- | ----- | ------- |
| Број људи: | 301   | 298     |
| Разлика:   |       | -0,99 % |

Према подацима о броју становника из 2011. године насеље је имало 305 становника.